# NGC 5679C
NGC 5679C este o galaxie situată în constelația Fecioara. A fost descoperită în  de către William Herschel.